# Fiesso d'Artico
Fiesso d'Artico est une commune italienne de la ville métropolitaine de Venise, dans la région Vénétie.
La ville est jumelée avec la commune de Saint-Marcellin (France).

## Photographie

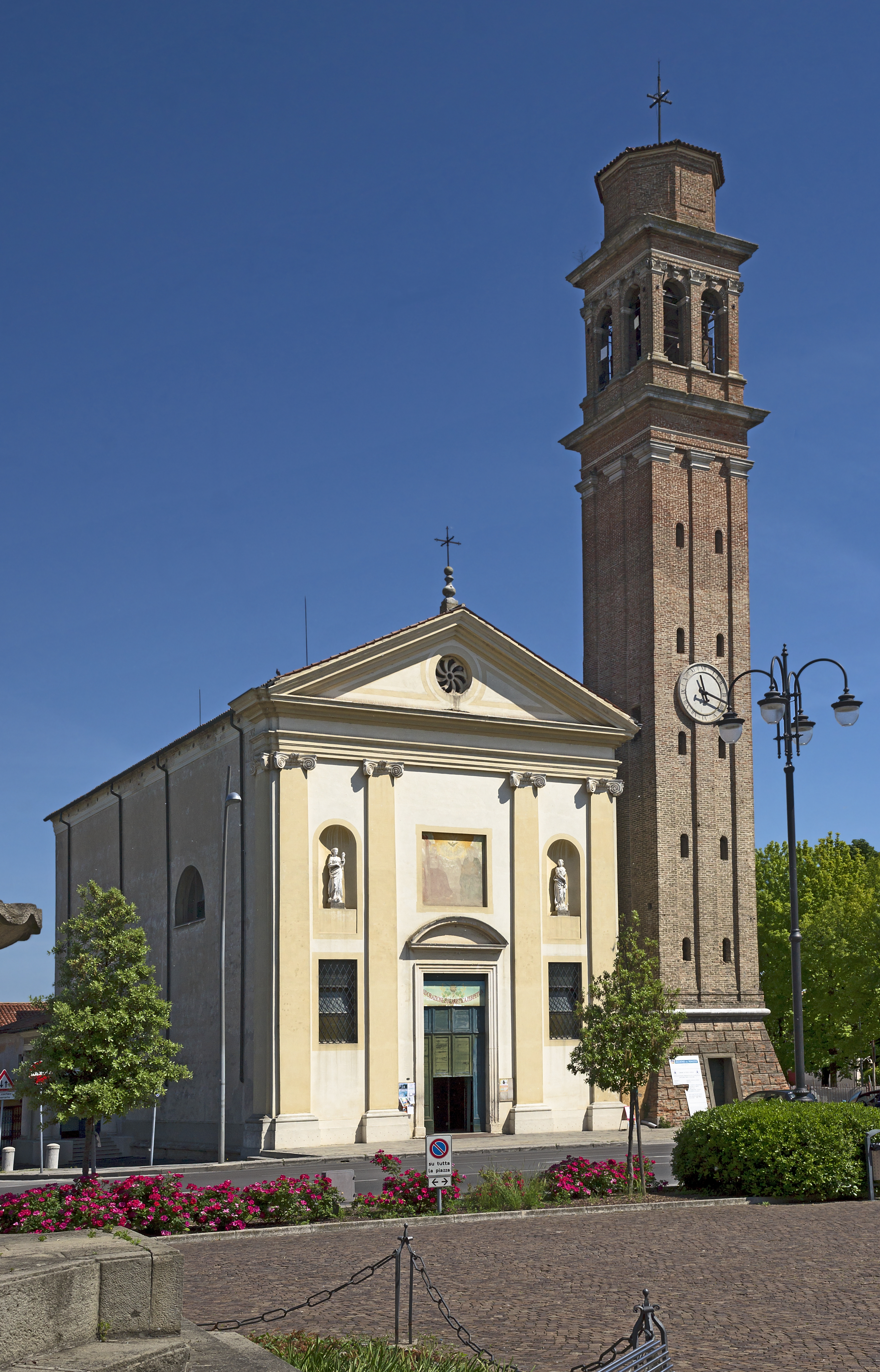
L'église.

## Administration
| Période                                  | Période | Identité | Étiquette | Qualité |
| ---------------------------------------- | ------- | -------- | --------- | ------- |
|                                          |         |          |           |         |
| Les données manquantes sont à compléter. |         |          |           |         |

## Communes limitrophes
Dolo, Pianiga, Stra, Vigonza.